# マタラウ
マタラウ(Mutalau)は、ニウエの14の村のひとつである。

## 地理
ニウエの最北端に位置し、海に面している。

## 歴史
1846年に、ニウエにキリスト教を広めたヌカイ・ペニアミナがこの地に宣教師と共に上陸した。

## 人口
人口は94人(2011年)である。